# Teatro Stabile di Bolzano
Il Teatro Stabile di Bolzano è, dopo il Piccolo Teatro di Milano, il secondo teatro stabile d'Italia e la principale istituzione teatrale in lingua italiana dell'Alto Adige. Il Teatro Stabile di Bolzano offre i suoi spettacoli nella sede del Teatro comunale di Bolzano.

## Storia
Il Teatro Stabile venne costituito nel 1950 con l'obiettivo di riportare e ricostruire l'arte teatrale in seguito agli eventi bellici del secondo conflitto mondiale, nel contesto del quale anche il Teatro Civico fu distrutto, attingendo a iniziative teatrali organizzate sin dal 1947 al Cinema Teatro Corso in corso della Libertà. Durante gli anni ottanta il teatro rischiò la chiusura, ma l'affidamento a Marco Bernardi della direzione artistica, regala all'istituzione grandi successi. Nel 1992 il Teatro Stabile ha ottenuto uno Statuto definitivo che vede il comune di Bolzano e la provincia autonoma di Bolzano come soci fondatori. Nel 1999 la città di Bolzano si è dotata di un nuovo e grande teatro che permette allo Stabile di operare in uno spazio adeguato al proprio pubblico. Gli ultimi dati indicano una quota di spettatori che raggiunge le 120.000 unità a stagione. Dal 2015 alla direzione subentra Walter Zambaldi.